# Liste der geschützten Landschaftsbestandteile im Landkreis Stade
Im Landkreis Stade gibt es 9 ausgewiesene geschützte Landschaftsbestandteile.
| Schwabensee                                              |    | GLB STD 00001 | Stade-Campe; Abwehr von schädlichen Einwirkungen auf den Moorsee und seine Uferzonen mit seiner artenreichen Flora und Fauna; Erhaltung des Naturzustandes | ⊙ | 2,6           | 3. Juli 1983  |
| Gehölzschutzfläche Sauensiek                             |    | GLB STD 00002 | Sportanlagen nördlich „An der Molkerei“, Sauensiek; Erhaltung von Bäumen und Gehölze zur Erhaltung der Leistungsfähigkeit des Naturhaushaltes, zur Belebung, Gliederung, Sicherung und Pflege des Orts- und Landschaftsbildes und zur Verbesserung des Kleinklimas                                                                            | ⊙ | 10,7          | 21. Dez. 1985 |
| Schilffläche Freiburg-Schöneworth                        | BW | GLB STD 00003 | ehem. Schöneworther Außendeich; Erhaltung der durch Schilfbewuchs und eingelagerte Flachwasserbereiche charakterisierten Fläche als Brut-, Laich-, Rast- und Nahrungsbiotop, insbesondere für seltene und gefährdete Tiere | ⊙ | 3,1           | 2. Dez. 1986  |
| Amphibienbiotop Ruschwedel                               |    | GLB STD 00004 | Harsefeld, südlich Friedhof Ruschwedel; Erhaltung und Verbesserung der Leistungsfähigkeit des Naturhaushaltes in dem durch mehrere Kleingewässer, von Brachflächen und kleineren Gehölzinseln charakterisierten Gebietes, Amphibienschutz | ⊙ | 2,2           | 2. Dez. 1986  |
| Sandkuhle Haddorf                                        | BW | GLB STD 00005 | Stade, westlich „Am Rugen Hollen“, Haddorf; Schutz aller vorkommenden Pflanzen und Bäume gleich welcher Größe und Stammumfang und aller Steilböschungen innerhalb des Sandabbaugebietes mit seinen steilen Böschungen und seinen Sandmagerrasen, Hochstauden und Pioniergebüschen                                                             | ⊙ | 4,9           | 24. Juni 1988 |
| Barger Heide                                             |    | GLB STD 00006 | Stade, südlich Barge und Groß Thun; Abwehr von schädlichen Einwirkungen auf die Heidebestände mit seiner artenreichen Flora und Fauna; Erhaltung und Entwicklung des Naturzustandes; Schutz aller vorkommenden Pflanzen- und Baumarten gleich welcher Größe und Stammumfänge sowie aller Bodenbildungen natürlicher und künstlicher Art       | ⊙ | 40,4          | 7. Apr. 1989  |
| Baumbestand in der Hansestadt Buxtehude                  |    | GLB STD 00007 | alle Gemarkungen der Hansestadt Buxtehude; Belebung und Gliederung des Orts- und Landschaftsbildes; Beitrag zur Leistungsfähigkeit des Naturhaushaltes; Verbesserung des Kleinklimas; Abwehr schädlicher Einwirkungen | ⊙ | keine Angaben | 7. Juli 1990  |
| Tümpel und Gehölz bei Grefenmoor                         | BW | GLB STD 00008 | westlich und südlich Mühlenweg 3 und 5, Grefenmoor; Erhaltung und Entwicklung des Tümpels mit den umgebenden Vegetationsbeständen in ihrer naturraumtypischen Ausprägung | ⊙ | 0,3           | 16. Jan. 1991 |
| Bäume und freiwachsende Hecken im Gebiet der Stadt Stade | BW | GLB STD 00009 | alle Gemarkungen der Hansestadt Stade; Belebung und Gliederung des Orts- und Landschaftsbildes; Beitrag zur Leistungsfähigkeit des Naturhaushaltes; Verbesserung der Lebensqualität, des Kleinklimas sowie der Luftqualität; Erhalt des Lebensraumangebots für Tiere; Erhalt als Grundlage für die Erholung und das Naturerleben des Menschen | ⊙ | keine Angaben | 28. März 2003 |
| Legende für Geschützter Landschaftsbestandteil           |    |               | |   |               |               |